# SN 2003is
SN 2003is – supernowa typu Ic odkryta 14 października 2003 roku w galaktyce M+07-40-03. W momencie odkrycia miała maksymalną jasność 18,00m.